# 舍克斯納河
舍克斯納河是俄羅斯的河流，位於沃洛格達州，屬於伏爾加河的左支流，發源自白湖，全長139公里，流域面积19,000平方公里，在切列波韋茨附近注入雷賓斯克水庫。
舍克斯納河是伏爾加─波羅的海水路的一部分。